# Coadjutoría
Se llama coadjutoría a la facultad que por bulas apostólicas se concedía para servir alguna dignidad o prebenda eclesiástica en vida del propietario con derecho de suceder en ella después de su muerte. 
Por ser ellas por sí cosa odiosa y de mal ejemplo las que se daban en las iglesias de España poniendo coadjutores con futura sucesión en las prebendas y beneficios eclesiásticos, apuesta a los sagrados cánones, al Tridentino, cap. vii de su ses. 25, a varios motu proprios de los Sumos Pontífices y  esencialmente al de Alejandro VI de 1649, se prohibieron para lo sucesivo en real decreto de 24 de agosto de 1745 y cédula de 2 de septiembre del mismo año, mandando el rey que no se permitan con pretexto alguno, sino es en los obispados o prelacías con urgente necesidad o utilidad evidente declarando por subrepticias las concesiones que en contrario se obtuviesen, aunque sea con el conocimiento de las iglesias metropolitanas o catedrales. Y que en su consecuencia, si algunas bulas acerca de esto hubiere, no se ejecuten ni cumplan y se remitan al consejo donde se vean y detengan o se suplique de ellas.